# Колібрі-інка фіолетовий
Колі́брі-і́нка фіолетовий (Coeligena violifer) — вид серпокрильцеподібних птахів родини колібрієвих (Trochilidae). Мешкає в Перу і Болівії.

## Опис

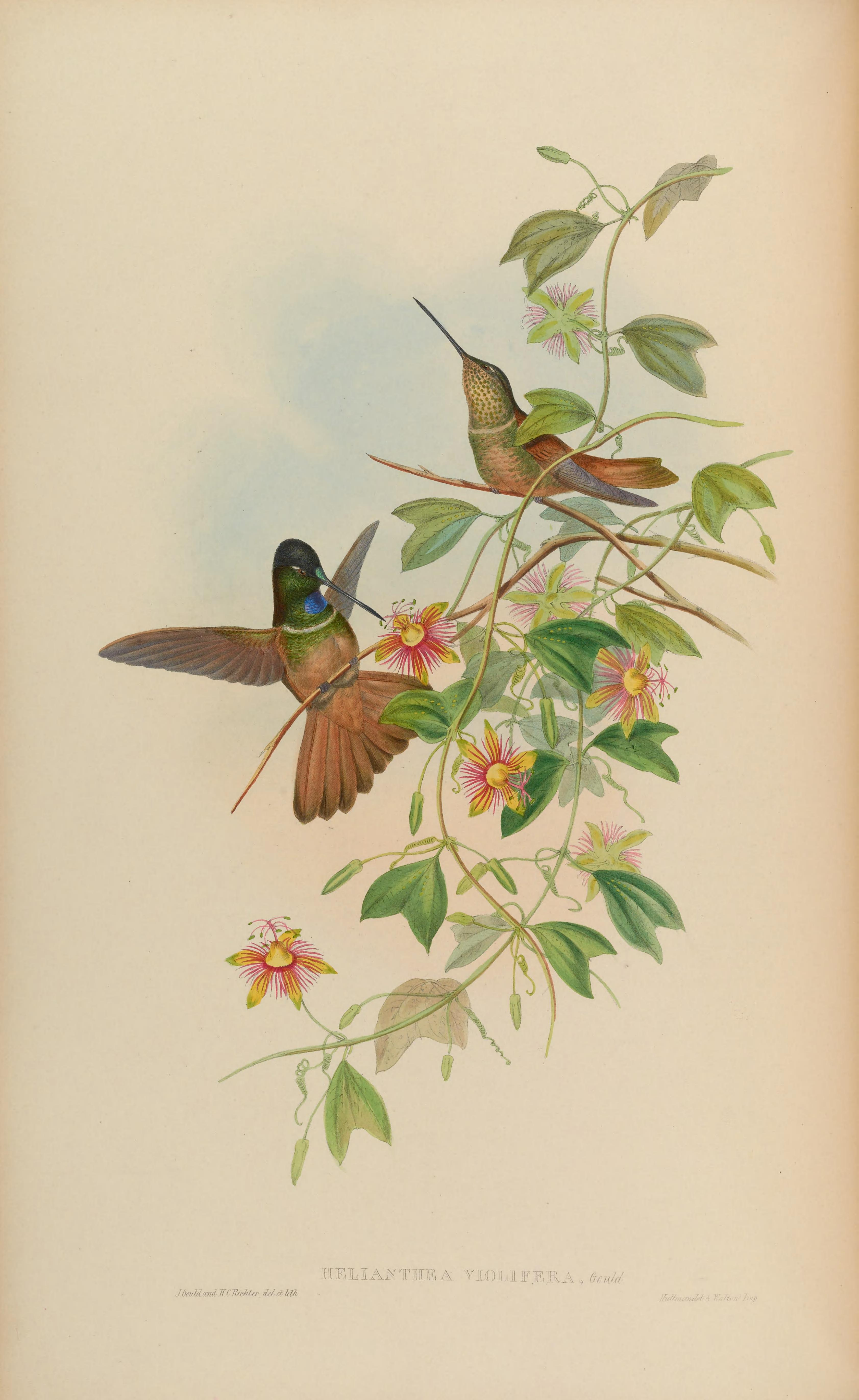
Фіолетові колібрі-інки (підвид C. v. violifer)

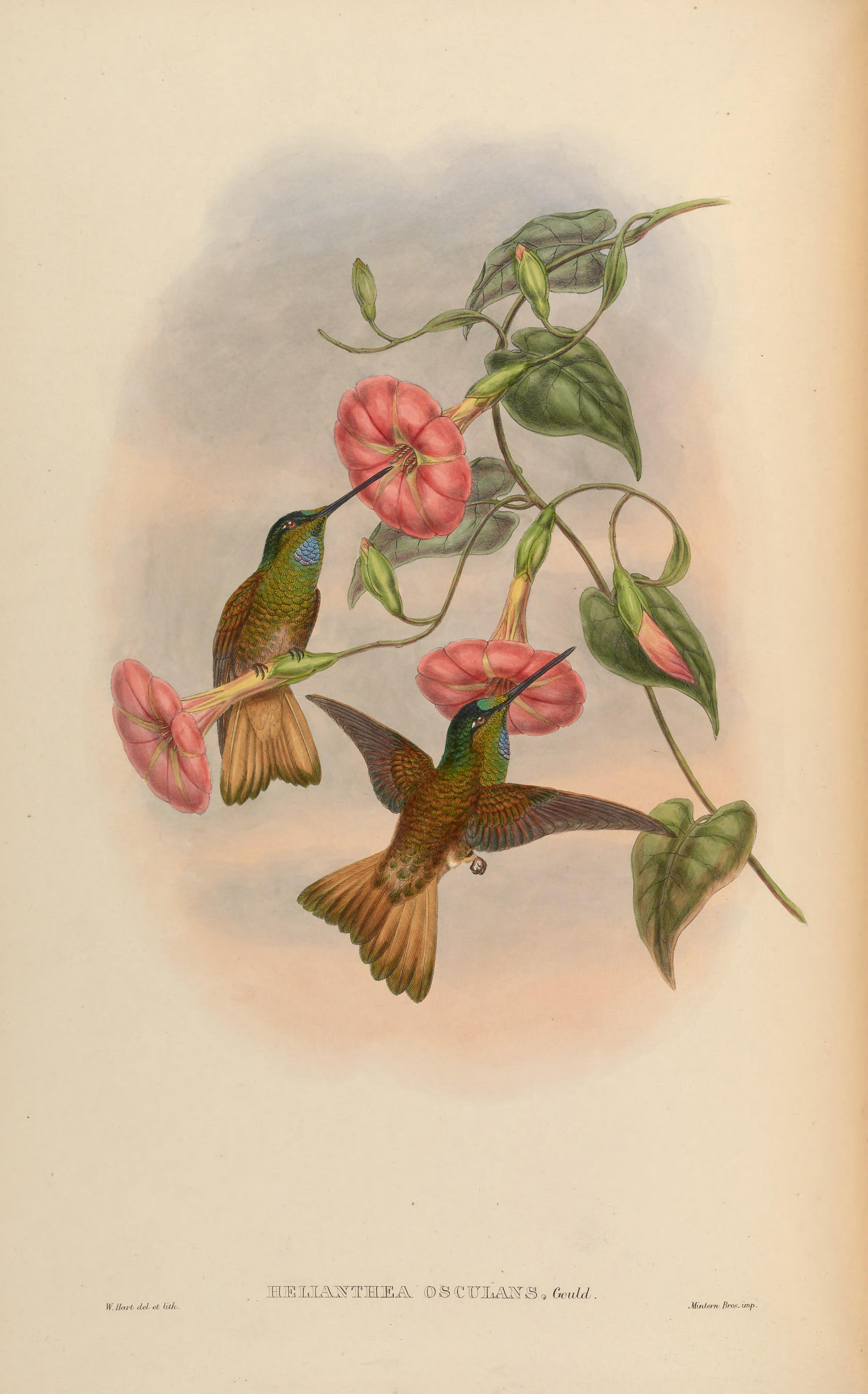
Фіолетові колібрі-інки (підвид C. v. osculans)

Довжина птаха становить 13-14,5 см, самці важать 8-13 г, самиці 4-6 г. У самців номінативного підвиду голова чорнувато-синя, ща очима білі плями. Верхня частина тіла бронзово-зелена, блискуча. Горло і груди зелені, на горлі райдужна фіолетова пляма, відділена від решти нижньої частини тіла тонкою сіруватою смугою. Нижня частина грудей зелена, живіт і гузка контрастно коричнюваті. Хвіст роздвоєний, оранжево-охристий, стернові пера мають вузьекі бронзові кінчики. Дзьоб довгий, прямий, чорний, довжиною 36-40 мм.
Самиці мають більш довгий дзьоб, ніж самців, довжина якого становить 39-41 мм. Голова у них зелена, горло охристе, поцятковане блискучими зеленими плямками, груди темно-зелені, живіт яскраво-коричнюватий. Хвіст менш роздвоєний, ніж у самців. Забарвлення молодих птахів є подібне до забарвлення самиць.
Самці підвиду C. v. dichroura важать 4-10 г, а самиці 7,9 г. У самців цього підвиду лоб смарагдово-зелений, пляма на горлі синювата, смуга на грудях білувата, на кінці хвоста широка смарагдова смуга. Самиці цього підвиду мають подібне забарвлення, однак пляма на горлі у них відсутня.
Самиці підвиду C. v. albicaudata важать 6-12 г. Голова у них темно-зелена, на лобі блискуча бірюзова пляма, спина блискуча, золотисто-мідна. Крайні стернові пера у них мають білуваті або блідо-зелені кінчики, а решта стернових пер темно-зелені. Підборіддя зелене, на горлі фіолетова пляма, живіт золотисто-зелений. Самиці схожі на самиць номінативного підвиду, однак хвіст у них такий, як у самців свого підвиду.
Самиці підвиду C. v. osculans важать 5-11 г, самиці 5-7 г. У самців цього підвиду лоб зеленувато-бірюзовий, тім'я темно-зелене, блискуче. На кінці хвоста вузька бронзова смуга, живіт коричнюватий. Самиці мають подібне забарвлення, однак бірюзові плями на лобі і горлі у них відсутні.

## Підвиди
Виділяють чотири підвиди:
- C. v. dichroura (Taczanowski, 1874) — північні і центральні Перуанські Анди (на південь до Хуніна і Уануко);
- C. v. albicaudata Schuchmann & Züchner, 1998 — південні Перуанські Анди (долина Тамбо в Аякучо, Апурімаці і західному Куско);
- C. v. osculans (Gould, 1871) — Анди на південному сході Перу (схід Куско, Пуно);
- C. v. violifer (Gould, 1846) — Анди на північному заході Болівії (Ла-Пас, Кочабамба).

Деякі дослідники виділяють всі три підвиди C. v. dichroura, C. v. albicaudata і C. v. osculans у окремі види — Coeligena dichroura, Coeligena albicaudata і Coeligena osculans відповідно.

## Поширення і екологія
Фіолетові колібрі-інки мешкають в Андах на території Перу і Болівії, можливо, також на крайньому півдні Еквадору (Лоха). Вони живуть живуть на узліссях хмарних і карликових лісів, на галявинах та у вторинних лісах. Представники підвиду зустрічаються на висоті від 1900 до 3700 м над рівнем моря, представники підвиду C. v. albicaudata — на висоті від 2250 до 3600 м над рівнем моря, представники підвиду C. v. osculans — на висоті від 2000 до 3700 м над рівнем моря, представники підвиду C. v. violifer — на висоті від 1300 до 3700 м над рівнем моря, переважно на висоті від 2800 до 3300 м над рівнем моря.
Фіолетові колібрі-інки живляться нектаром різноманітних квітучих рослин, зокрема з родів Vriesea, Fuchsia і Bomarea, переміщуючись за певним маршрутом, а також комахами, яких збирають з рослинності або ловлять в польоті. Гніздування триває з листопада по січень, на півночі ареалу починається у липні-серпні.